# U-552
U-552 — средняя немецкая подводная лодка типа VIIC времён Второй мировой войны.

## История
Заказ на постройку субмарины был отдан 25 сентября 1939 года. Лодка была заложена 1 декабря 1939 года на верфи Блом унд Фосс, Гамбург, под строительным номером 528, спущена на воду 14 сентября 1940 года. Лодка вошла в строй 4 декабря 1940 года под командованием оберлейтенанта Эриха Топпа.

### Командиры
- 4 декабря 1940 года — 8 сентября 1942 года корветтен-капитан Эрих Топп (кавалер Рыцарского железного креста с дубовыми листьями и мечами)
- 9 сентября 1942 года — 10 июля 1944 года капитан-лейтенант Клаус Попп
- 11 июля 1944 года — 2 мая 1945 года оберлейтенант цур зее Гюнтер Любе

### Флотилии
- 4 декабря 1940 года — 1 февраля 1941 года — 7-я флотилия (учебная)
- 1 февраля 1941 года — 30 апреля 1944 года — 7-я флотилия
- 1 мая 1944 года — 2 мая 1945 года — 22-я флотилия (учебная)

### История службы
Лодка совершила 15 боевых походов. Потопила 30 судов суммарным водоизмещением 163 756 брт, один вспомогательный военный корабль водоизмещением 520 брт, один военный корабль водоизмещением 1 190 тонн, три судна повредила (26 910 брт). Затоплена 2 мая 1945 года в ходе операции «Регенбоген» в Вильгельмсхафене в районе с координатами 53°51′ с. ш. 08°10′ в. д..

### Волчьи стаи
U-552 входила в состав следующих «волчьих стай»:
- Endrass 12 — 17 июня 1942
- Wolf 13 — 21 июля 1942
- Steinbrock 1 — 7 августа 1942
- Meise 20 — 27 апреля 1943
- Star 28 апреля — 4 мая 1943
- Fink 4 — 6 мая 1943

### Атаки на лодку
- 21 февраля 1941 года в Северной Атлантике лодка была атакована самолётом и получила некоторые повреждения.
- 28 апреля 1941 года после торпедирования судна из конвоя HX-121 лодка была атакована глубинными бомбами с эскортных кораблей HMS Maori и HMS Inglefield. Лодка не пострадала, но отстала от конвоя.
- 18 июня 1941 года обнаружившая конвой U-552 вышла в атаку и передала сообщение другим лодкам, однако была отогнана кораблями охранения.
- 1 октября 1941 года одна сброшенная бомба с самолёта типа Hudson нанесла лодке существенные повреждения.
- 17 января 1942 года после атаки на конвоируемый двумя эсминцами транспорт лодка была атакована одним из эскортов, но ушла неповреждённой.
- 20 ноября 1942 года возвращавшаяся для пополнения запасов в Филадельфию голландская субмарина HrMs K-XIV атаковала U-552 к югу от островов Кабо-Верде в районе с координатами 13°05′ с. ш. 25°50′ з. д.HGЯO. С расстояния в 900 метров K-XIV выпустила 4 торпеды, однако одна из них шла близко к поверхности, что позволило обнаружить атаку и развернуть лодку так, что торпеды прошли мимо.
- 27 мая 1943 года лодка была в два захода атакована самолётом типа «Либерейтор», сбросившим восемь бомб, нанёсших заметные повреждения

## Первый потопленный корабль США
31 октября 1941 года U-552 атаковала идущий на восток конвой HX-156 и торпедировала один из его эскортных кораблей. Боезапас торпедированного эсминца сдетонировал и корабль быстро пошёл на дно, 100 из 144 членов экипажа погибли. Этим эсминцем был «Рубен Джеймс», ставший первым погибшим во Второй мировой войне американским кораблём. Это случилось примерно за шесть недель до объявления войны между США и Германией, хотя к тому времени уже в течение нескольких месяцев американские эсминцы охраняли атакуемые немецкими субмаринами конвои.

## Потопленные суда
| Дата             | Название судна       | государство флага | Тоннаж | Судьба     |
| ---------------- | -------------------- | ----------------- | ------ | ---------- |
| 1 марта 1941     | SS Cadillac          | Великобритания    | 12,062 | потоплено  |
| 10 марта 1941    | SS Reykjaborg        | Исландия          | 687    | потоплено  |
| 27 апреля 1941   | HMS Commander Horton | Великобритания    | 227    | потоплено  |
| 27 апреля 1941   | MV Beacon Grange     | Великобритания    | 10,160 | потоплено  |
| 28 апреля 1941   | MV Capulet           | Великобритания    | 8,190  | повреждено |
| 1 мая 1941       | SS Nerissa           | Великобритания    | 5,583  | потоплено  |
| 10 июня 1941     | SS Ainderby          | Великобритания    | 4,860  | потоплено  |
| 12 июня 1941     | MV Chinese Prince    | Великобритания    | 8,593  | потоплено  |
| 18 июня 1941     | SS Norfolk           | Великобритания    | 10,948 | потоплено  |
| 23 августа 1941  | SS Spind             | Норвегия          | 2 129  | потоплено  |
| 20 сентября 1941 | SS T.J. Williams     | Панама            | 8 212  | потоплено  |
| 20 сентября 1941 | SS Pink Star         | Панама            | 4 150  | потоплено  |
| 20 сентября 1942 | MV Barbaro           | Норвегия          | 6 325  | потоплено  |
| 30 октября 1941  | USS Reuben James     | США               | 1 190  | потоплено  |
| 15 января 1942   | SS Dayrose           | Великобритания    | 4 113  | потоплено  |
| 18 января 1942   | SS Frances Salman    | США               | 2 609  | потоплено  |
| 25 марта 1942    | MV Ocana             | Нидерланды        | 6 256  | повреждено |
| 3 апреля 1942    | SS David H Atwater   | США               | 2 438  | потоплено  |
| 5 апреля 1942    | SS Byron T Benson    | Великобритания    | 7 953  | потоплено  |
| 7 апреля 1942    | MV british Splendour | Великобритания    | 7 138  | потоплено  |
| 7 апреля 1942    | SS Lancing           | Норвегия          | 7 866  | потоплено  |
| 9 апреля 1942    | SS Atlas             | США               | 7 137  | потоплено  |
| 10 апреля 1942   | SS Tarnaulipas       | США               | 6 943  | потоплено  |
| 15 июня 1942     | SS Etrib             | Великобритания    | 1 943  | потоплено  |
| 15 июня 1942     | MV Pelayo            | Великобритания    | 1 346  | потоплено  |
| 15 июня 1942     | MV Slemdal           | Норвегия          | 7 374  | потоплено  |
| 15 июня 1942     | SS City of Oxford    | Великобритания    | 2 759  | потоплено  |
| 15 июня 1942     | SS Thurso            | Великобритания    | 2 436  | потоплено  |
| 25 июля 1942     | MV British Merit     | Великобритания    | 8 093  | повреждено |
| 25 июля 1942     | SS Broompark         | Великобритания    | 5 136  | потоплено  |
| 3 августа 1942   | MV G.S. Walden       | Великобритания    | 10 627 | повреждено |
| 3 августа 1942   | SS Belgian Soldier   | Бельгия           | 7 176  | повреждено |
| 19 сентября 1942 | HMS Alouette         | Великобритания    | 520    | потоплено  |
| 3 декабря 1942   | SS Wallsend          | Великобритания    | 3 157  | потоплено  |